# Петас (река)
Пета́с — река в России, протекает по Пителинскому району Рязанской области. Левый приток реки Пёт.

## География
Река Петас берёт начало в лесах к югу от посёлка Новый Свет. Течёт на север и впадает в Пёт около посёлка Борцы. Устье реки находится в 58 км от устья Пёта. Длина реки составляет 18 км, площадь водосборного бассейна — 138 км².

## Данные водного реестра
По данным государственного водного реестра России относится к Окскому бассейновому округу, водохозяйственный участок реки — Ока от водомерного поста у села Копоново до впадения реки Мокша, речной подбассейн реки — бассейны притоков Оки до впадения Мокши. Речной бассейн реки — Ока.
Код объекта в государственном водном реестре — 09010102312110000026757.